# Восход (Карагандинская область)
Восход (каз. Восход) — село в Абайском районе Карагандинской области Казахстана. Входит в состав Карагандинского сельского округа. Код КАТО — 353259300.

## Население
В 1999 году население села составляло 239 человек (113 мужчин и 126 женщин). По данным переписи 2009 года, в селе проживало 110 человек (52 мужчины и 58 женщин).